# Кузнецкий угольный бассейн
Кузнецкий угольный бассейн, или Кузбасс — одно из самых крупных угольных месторождений мира. Расположен на юге Западной Сибири, в основном на территориях Кемеровской области (частично — на территории Новосибирской области и Алтайского края), в неглубокой котловине между горными массивами Кузнецкого Алатау. Балансовые запасы каменных углей — 54,5 млрд тонн.

## История
28 апреля 1721 года в дневнике Д. Г. Мессершмидта появилась запись об угле «между Комарова и деревней Красная». В августе 1721 года им же была открыта «Огнедышащая гора», и только 11 сентября 1721 года «доноситель Михайло Волков объявил против своего доношения вверх по Томе реке, от Верхотомскова острогу семь верст, красную горелую гору…». Последовавшая за этим экспертиза отобранных образцов показала наличие каменного угля: «№ 1: Уголь каменной из Томска доносителя Михайла Волкова». Следовательно, Даниэль Готлиб Мессершмидт, лейтенант Ээнберг и Филипп Иоганн Страленберг, представляются соавторами первого письменного указания на первое документально зафиксированное месторождение кузбасского угля «между Комарова и деревней Красная», то есть, на Красной горе, образцы с которой позже получил и представил М. Волков. Сам же Мессершмидт, обнаруживший угольное месторождение — «Огнедышащую гору» под Кузнецком (ныне Новокузнецк), по мнению историка И. В. Ковтуна, является ещё и непосредственным первооткрывателем кузбасского угля.

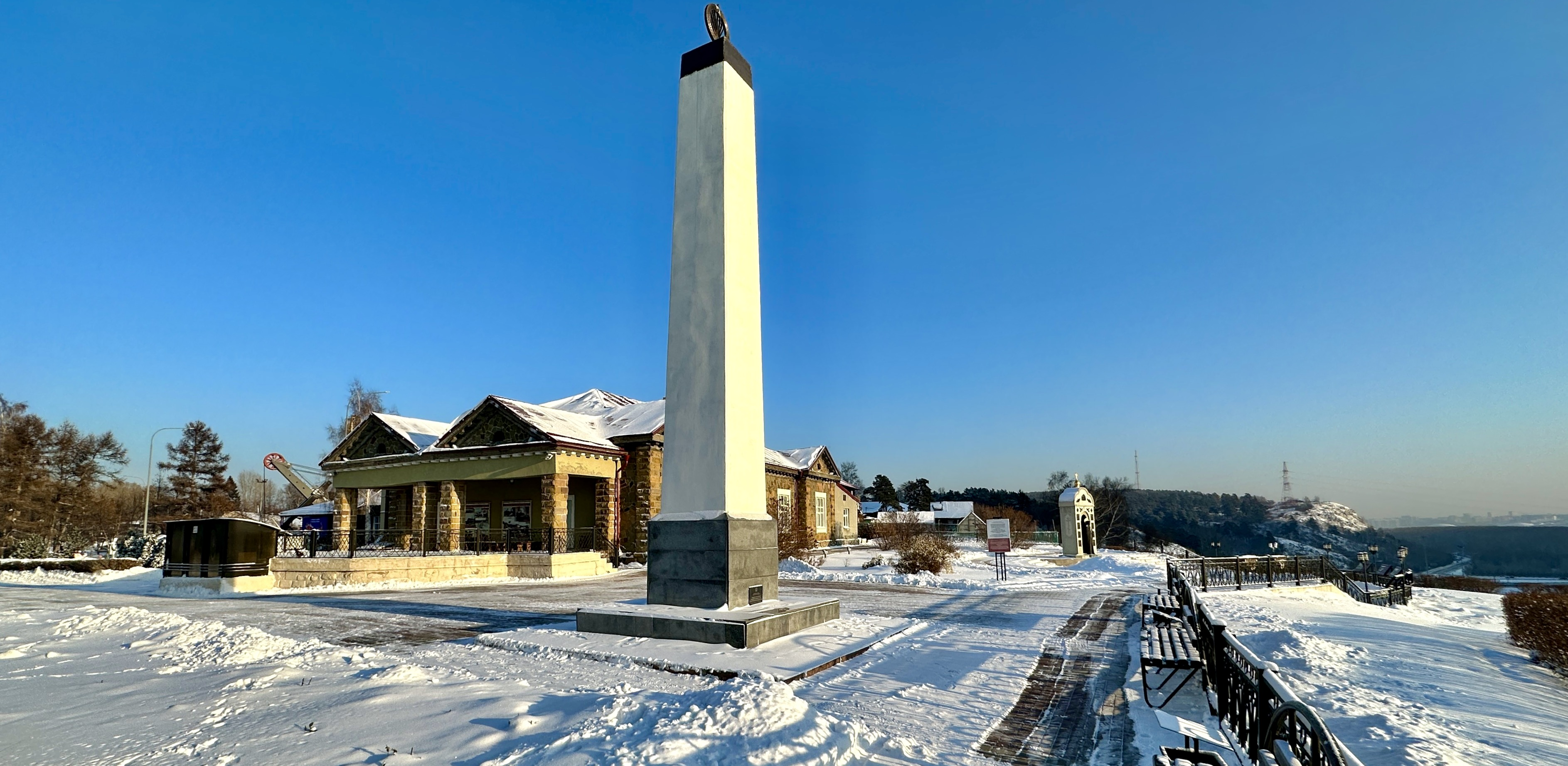
Обелиск в честь открытия Mихайло Волковым месторождений кузнецкого угля в 1721 году в Кемерове

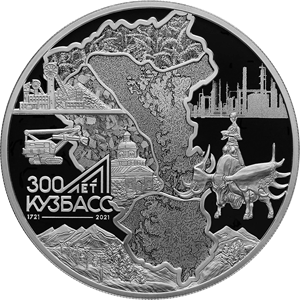
Монета Банка России — 300-летие образования Кузбасса

По другим данным, первооткрывателем кузнецкого угля является непосредственно Михайло Волков. На правом берегу Томи в Кемерове установлен обелиск в честь этого открытия. В 1991 году на территории бывшей колонии был основан музей Красная Горка.
В 1842 году геолог П. А. Чихачев оценил запасы угля Кузнецкой котловины и ввёл термин «Кузнецкий угольный бассейн».
C 1915 по 1920 в регионе работает Копикуз (Кузнецкие копи).
С середины 1920-х годов Кузбасс становится энергетической базой СССР. Выступая на XVII съезде ВКП (б) 27 января 1934 года, руководитель Западно-Сибирского крайкома Р. И. Эйхе сообщил, что с 1930-го по 1933 год добыча угля в бассейне выросла втрое, а механизированная добыча увеличилась с 22 % до 53 %, что превосходит уровень механизации угольной промышленности Англии. «Капиталисты строили Донбасс полтораста лет — партия большевиков за четыре года превратила мелкий кустарный Кузбасс в крупный, мощный механизированный социалистический Кузбасс. Мы сейчас даём ежесуточную добычу, равняющуюся половине ежесуточной добычи довоенного Донбасса… Фактически тот разворот капитального строительства, который производится на Кузбассе, обеспечивает примерно 25 млн т добычи, то есть то, что в лучшие времена давал довоенный Донбасс», — сказал Эйхе. Он также отметил, что качеству кузбасские угли — лучшие в Советском Союзе, которые дают возможность дать не только твёрдое топливо, но создать на его базе производство жидкого топлива из добываемых здесь сапропелитов, чтобы снабжать тракторный парк Востока, Западной и Восточной Сибири, Дальневосточного края, Казахстана местным топливом, а не возить его через всю страну из Баку и Грозного. Кроме того, Кузбасс стал превращаться в крупнейший центр химической промышленности, наладивший выпуск удобрений и средств защиты от вредителей для сельского хозяйства. Кемеровский коксохимический комбинат является одним из самых значительных в Союзе, которому регионы страны с развитой химической промышленностью должны помочь кадрами, подчеркнул Эйхе.

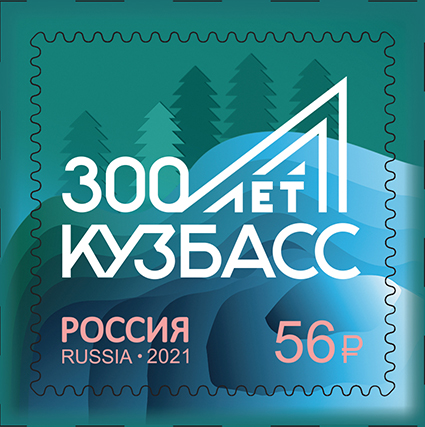
Почтовая марка. 300 лет образованию Кузбасса

С 1948 по 1988 гг. 108 шахтёров Кузбасса получили звание Героя Социалистического Труда.
Кузбасс — один из наиболее значимых в экономическом отношении регионов России. Ведущая роль здесь принадлежит промышленному комплексу по добыче и переработке угля, железных руд и разнообразного нерудного сырья для металлургии и стройиндустрии. В бассейне работают 120 предприятий угольной промышленности, в том числе эксплуатируются 58 шахт и 36 предприятий открытой добычи (угольных разрезов).
Помимо угольной промышленности, в Кузбассе развита металлургия (Новокузнецкий металлургический комбинат, Западно-Сибирский металлургический комбинат, Новокузнецкий алюминиевый завод, Кузнецкие ферросплавы), химическая промышленность (Кемерово), машиностроение (Анжеро-Судженск).
На долю Кузбасса приходится почти 60 % добычи каменных углей в России, около 80 % от добычи всех коксующихся углей, а по целой группе марок особо ценных коксующихся углей — 100 %. Кроме того, Кузбасс для России это: более 13 % чугуна и стали, 23 % сортового стального проката, более 11 % алюминия и 19 % кокса(?), 55 % ферросилиция, более 10 % химических волокон и нитей[значимость факта?], 100 % шахтных скребковых конвейеров[значимость факта?], 14 % шёлковых тканей[значимость факта?].

## Геолого-экономические районы
Районы распространения отложений балахонской серии
- Анжерский
- Кемеровский
- Бачатский
- Прокопьевско-Киселёвский
- Араличевский
- Терсинский
- Бунгуро-Чумышский
- Кондомский
- Мрасский
- Томь-Усинский
- Крапивинский
- Титовский
- Завьяловский.

Районы распространения тарбаганской серии (юра):
- Доронинский,
- Центральный,
- Тутуясский.

Район распространения девонских отложений — Барзасский.

## Добыча угля

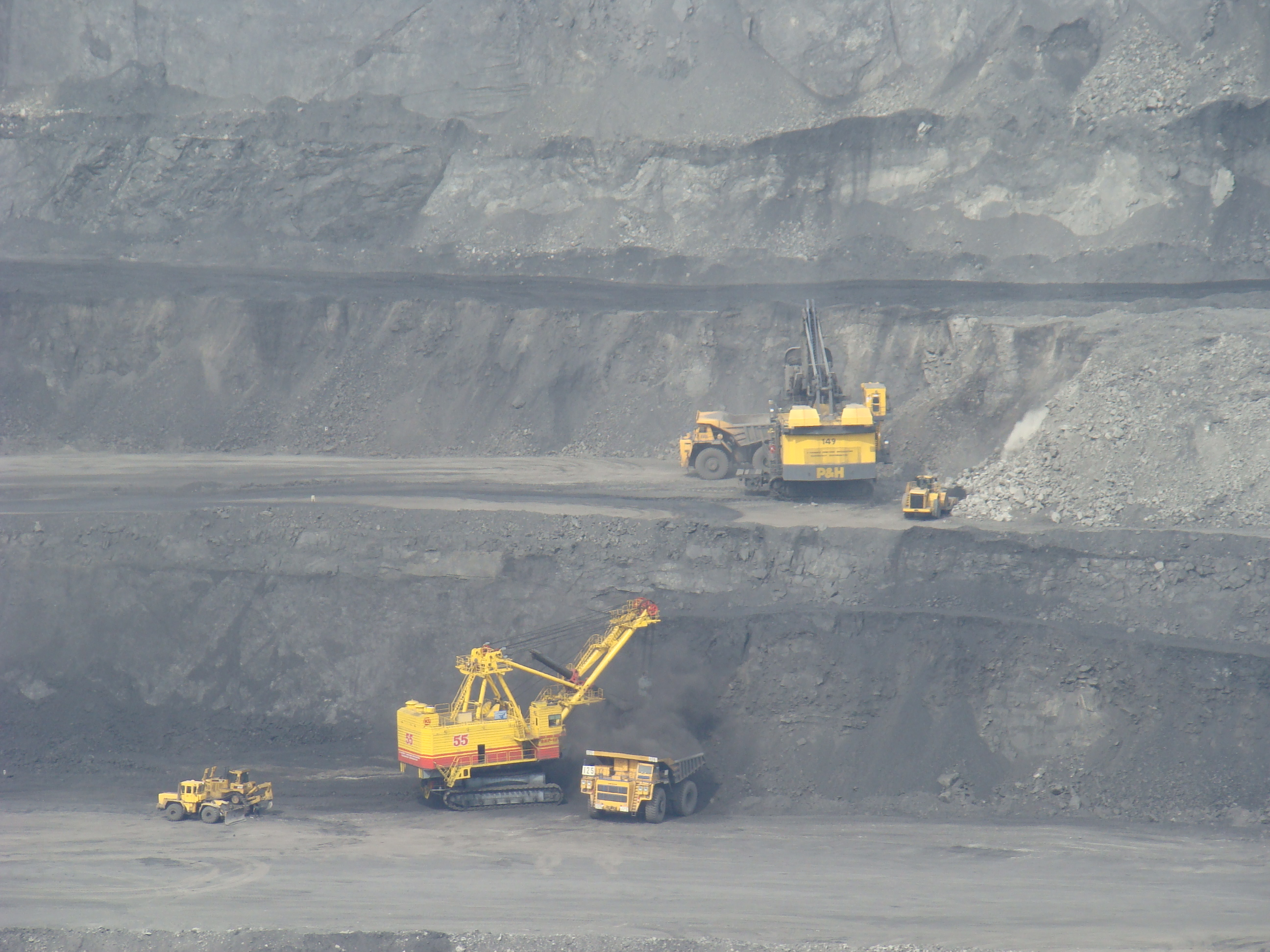
Открытый способ добычи угля

Добыча каменного угля ведётся как подземным, так и более прогрессивными — открытым и гидравлическим способами, а также методом подземной газификации. Удельный вес открытой добычи угля составляет около 30 %, гидравлический — около 5 %. По объёму добычи открытым и гидравлическим способами Кузнецкий угольный бассейн занимает 2-е место в России. Действуют 3 гидрошахты. В Прокопьевско-Киселёвском угольном районе эксплуатируется станция подземной газификации угля. В бассейне действуют 25 углеобогатительных фабрик. На шахтах 180 механизированных комплексов, 365 комбайнов для очистных работ, около 200 проходческих комбайнов , 447 погрузочных машин, около 13 000 скребковых и ленточных конвейеров, 1731 электровоз и др. машины и механизмы. Все основные производственные технологические процессы добычи и транспортировки угля на шахтах механизированы. На разрезах 448 экскаваторов, более 80 электровозов, около 900 думпкаров, 300 бульдозеров, сотни подъёмных кранов, буровых станков, большегрузных автомобилей. Современные угольные шахты в Кузнецком угольном бассейне — крупные механизированные предприятия (например, имени В. И. Ленина в Междуреченске и шахтоуправление «Юбилейное» в Новокузнецке). Эти шахты-гиганты ежесуточно дают по 10 и более тыс. т угля. В перспективе добыча угля в Кузнецком угольном бассейне будет расти. В 1971-75 осваивается крупное Ерунаковское месторождение углей, строятся мощные шахты — Распадская, Бирюлинская № 2 и Новоколбинский разрез.
Основные центры угледобычи находятся в Кемеровском, Ленинск-Кузнецком, Беловском, Прокопьевско-Киселевском, Бунгуро-Чумышском, Ерунаковском, Байдаевском, Осинниковском, Мрасском, Кондомском и Томь-Усинском районах.
Себестоимость добычи угля: средняя.
Объёмы добычи угля:
- 1860 — 2 тыс. т
- 1870 — 5 тыс. т
- 1880 — 8 тыс. т
- 1885 — 13 тыс. т
- 1890 — 20 тыс. т
- 1895 — 23 тыс. т
- 1900 — 80 тыс. т
- 1905—400 тыс. т
- 1913—733,1 тыс. т
- 1915—1130,3 тыс. т
- 1917—1256,4 тыс. т
- 1919—823 тыс. т
- 1921—721 тыс. т
- 1925—977 тыс. т
- 1926—1715,5 тыс. т
- 1927—2326 тыс. т
- 1928—2387 тыс. т
- 1929—2874 тыс. т
- 1930 — 3492,1 тыс. т
- 1940 — 21 402,2 тыс. т
- 1945 — 28 798,0 тыс. т
- 1950 — 36 814,2 тыс. т
- 1955 — 56 537,8 тыс. т
- 1958 — 72 608 тыс. т
- 1965 — 96 300 тыс. т
- 1969—109 500 тыс. т[13]
- 1970—121 000 тыс. т[14]
- 1975—137 600 тыс. т[15]
- 1980—144,9 млн тонн[15]
- 1985—146 млн т[15]
- 1988—159,4 млн т[16][17]
- 1990—150 млн т[17]
- 1991—124 млн т[18]
- 1992—120 млн т[18]
- 1993—106 млн т[18]
- 1994 — 99 млн т[18]
- 1995 — 99,3 млн т[18]
- 1996 — 95 млн т[18]
- 1997 — 93,9 млн т[18]
- 1998 — 97,6 млн т[18][19]
- 1999—108,8 млн т[18]
- 2000—114,9 млн т[18]
- 2001—127,7 млн т[18][20]
- 2002—131,7 млн т[18][20]
- 2003—132 млн т
- 2004—159 млн т
- 2005—167,2 млн т[21]
- 2006—174 млн т
- 2007—181 млн т[22]
- 2008—184,5 млн т[23]
- 2009—181,3 млн т[24]
- 2010—185,5 млн т[25]
- 2011—192 млн т[26]
- 2012—201,5 млн т[19]
- 2013—203 млн т[27]
- 2014—211 млн т[28]
- 2015—215,8 млн т[29]
- 2016—227,4 млн т[30]
- 2017—241,5 млн т[31]
- 2018—255,3 млн т[32]
- 2019—250,1 млн т[33]
- 2020—220,7 млн т[34]
- 2021—243,1 млн т[35]
- 2022—223,6 млн т[36]

Проблемой Кузбасса является логистика — добывающий угольный бассейн удалён от основных российских районов-потребителей угля.

#### Переработка угля
- 2018—182 млн т угля[37]
- 2019—199,1 млн т[33]

## Геологическая история
Считается, что на протяжении сотен миллионов лет прошли три эпохи интенсивного угленакопления, оставившие более 130 пластов каменного и бурого угля. Первое проявление угленосности относится к среднему девону (около 360 млн лет), практически на 100 млн лет раньше, чем в любой другой точке Земного шара. Сверху залегают неугленосные отложения каменноугольного периода (около 300 млн лет), когда Кузбасс был заливом моря. В нём накапливались карбонатные илы, развивались кораллы и брахиоподы. Но впоследствии залив обмелел, на значительных площадях развились низменные заболоченные равнины. Результатом этого явилось накопление мощных угленосных комплексов конца пермского периода (около 250 млн лет). Следующий слой триасовых отложений не имел угля. В начале юрского периода (около 180 млн лет) возобновилось погружение Кузнецкой котловины, в условиях тёплого влажного климата образовались речные и болотные осадки с мощными залежами торфа. Образование угленосной толщи юрского периода завершило угленакопление Кузбасского угля. В оставшиеся 130 млн лет особых геологических событий не происходило. Но под давлением горных пород угленосная толща подвергалась деформации и была смята в складки.
Общая площадь угленосных отложений составляет около 27 тыс. км². Они охватывают интервал от серпуховского яруса (C1) до татарского (P2), подразделяются (снизу вверх) на балахонскую (C13-P1) и кольчугинскую (P2) серии, отвечающие крупным седиментационным циклам, содержат до 250 пластов и выдержанных прослоев каменного угля суммарной мощностью до 390 м [371]. Общее количество «рабочих» (мощностью более 0,7—1,0 м, зольность менее 30—40 %) пластов в наиболее полных разрезах колеблется от 100 до 135, общая мощность которых достигает 350 м. В общих ресурсах бассейна доля весьма тонких (до 0,7 м) пластов составляет 9 %, тонких (0,7—1,2 м) — 15 %, средней мощности (1,2—3,5 м) — 39 %, мощных (3,5—15,0 м) — 36 %, весьма мощных (более 15 м) — 1 %. Тонкие пласты тяготеют к нижним и средним горизонтам балахонской и кольчугинской серий в Приалатауской зоне, пласты повышенной мощности — верхними, частично средними частями разрезов серий в Присалаирской и Центральной частях бассейна. Самые мощные пласты залегают в отложения балахонской серии юго-западной и северо-восточной частей бассейна, представлены Мощным (12-30 м) в Бачатском и Прокопьевско-Киселевском, Волковским (5-20 м) в Кемеровском, XXX (5—15 м) в Томь-Усинском районах и др. В отложениях кольчугинской серии максимальной мощностью обладают пласты Караканский 3-2 и Талдинский 86-84, достигающие 18—20 м.

## Характеристики территории бассейна
Бассейн характеризуется резко континентальным климатом с частыми и резкими колебаниями температуры воздуха, количества осадков и интенсивности солнечной радиации. Гидрографическая сеть принадлежит системе реки Оби. С юга на север угольный бассейн пересекается транзитной рекой Томью, которая служит основным источником питьевого и основного технического водоснабжения угледобывающих предприятий.
Для территории современного Кузбасса характерны почти повсеместные антропогенные трансформации природных ландшафтов и недр — от сравнительно небольших изменений, вызванных в основном лесохозяйственной деятельностью в восточной части, до почти полного преобразования при добыче угля и урбанизации в западной части бассейна. Наиболее изменённые территории сосредоточены в районах открытой и интенсивной подземной угледобычи: к северу от города Кемерово, в Прокопьевско-Киселевском районе и в окрестностях города Междуреченска.
Угленосная толща Кузнецкого угольного бассейна содержит около 350 угольных пластов различной мощности, неравномерно распределённых по разрезу: в кольчугинской и балахонской свитах — 237, в тарбаганской свите — 19 и барзасской свите — 3 (суммарная максимальная мощность 370 м). Преобладающая мощность пластов угля от 1,3 до 4,0 м. Имеются угольные пласты в 9—15 и даже в 20 м, а в местах раздувов до 30 м.
Максимальная глубина угольных шахт не превышает 900 м (средняя глубина около 300 м). Средняя мощность разрабатываемых угольных пластов — 2,1 м, но до 25 % шахтной добычи угля приходится на пласты свыше 6,5 м.

### Стратиграфия
Свиты снизу вверх по схеме 1954 года:
- Острогская
- Балахонская (Усятская)
- Кузнецкая
- Кольчугинская
- Мальцевская
- Конгломератовская

## Характеристики угля
По петрографическому составу угли в балахонской и кольчугинской сериях в основном гумусовые, каменные (с содержанием витринита соответственно 30—60 % и 60—90 %), в тарбаганской серии — угли переходные от бурых к каменным. По качеству угли разнообразны и относятся к числу лучших углей. В глубоких горизонтах угли содержат: золы 4—16 %, влаги 5—15 %, фосфора до 0,12 %, летучих веществ 4—42 %, серы 0,4—0,6 %; обладают теплотой сгорания 7000—8600 ккал/кг (29,1—36,01 МДж/кг); угли, залегающие вблизи поверхности, характеризуются более высоким содержанием влаги, золы и пониженным содержанием серы. Метаморфизм каменных углей понижается от нижних стратиграфических горизонтов к верхним. Угли используются в коксовой и химической промышленности и как энергетическое топливо.
Среди углей Кузбасса присутствуют все 15 марок каменных углей, предусмотренные действующей классификацией ГОСТ 25543-88, и антрациты (Горловское месторождение).

## Запасы
Почти половина запасов сосредоточена в Ленинском и Ерунаковском геолого-экономических районах (по 18 млрд т), значительными запасами обладают Томь-Усинский и Прокопьевско-Киселевский (по 7 млрд т), Кондомский и Мрасский (по 4 млрд т), Кемеровский и Байдаевский (по 3,3 млрд т) и другие районы. В настоящее время промышленностью освоено 16 % запасов.
В угле присутствует алюминий, железо, олово, иттрий.

## Применение
43—45 % добываемых в Кузбассе углей идёт на коксование.
Основная часть Кузнецких углей потребляется в Западной Сибири, на Урале, а также в Европейской части России. К 2018 году доля угля, отправляемого на экспорт в зарубежные страны, достигла 57 %. Основными импортёрами кузбасского угля являются Южная Корея и Япония.

## Крупнейшие угольные компании
- «Кузбасская топливная компания»
- «Кузбассразрезуголь»
- «СУЭК»
- «СДС-Уголь»
- «Распадская»
- «Южкузбассуголь»

## Важнейшие угледобывающие предприятия
- Бачатский угольный разрез
- Шахта Распадская
- Шахта имени Кирова
- Шахта Комсомолец
- Шахта Есаульская
- Шахта Листвяжная
- Шахта Алардинская
- Разрез Черниговец
- Разрез Восточный (Кузбасс)
- Разрез Первомайский
- Шахта Южная
- Краснобродский разрез
- Разрез Бунгурский-Северный

### Шахты Кузбасса
- Шахта № 1-2 (Киселевск) — в 1956 переименована в шахту № 12, в 1981 — в шахту им. 26 съезда КПСС, в 1990-х годах — в шахту № 12
- Шахта № 3 (Киселевск) — после реконструкции в 1956 году шахте присвоен № 13, 1 октября 1973 переименована в «Киселевскую»
- Шахта № 3-3 бис (г. Прокопьевск, бывш. «Центральная штольня», бывш. имени Эйхе) — вместе с шахтой «Черная гора» объединена в шахту «Центральную».
- Шахта № 4 (Киселевск) — в 1952 объединена с ш. № 6, стала называться № 4-6, в 1973 переименована в «Краснокаменскую»
- Шахта № 5 (Киселевск) — в 1970 объединена с ш. № 4-6, в 1973 году переименована в «Краснокаменскую»
- Шахта № 5-6 (г. Прокопьевск) → Шахта имени К. Е. Ворошилова
- Шахта № 4 (г. Осинники)
- Шахта № 5 (г. Прокопьевск)
- Шахта № 5-7 им. Кирова (г. Анжеро-Судженск) — в 1971 переименована в «Судженскую»
- Шахта № 7 (г. Киселёвск) — организована в 1959 объединением шахт 7 «а» и 7 «б», в январе 1972 переименована в «Черкасовскую»
- Шахта № 7 «а» (г. Киселевск) — в 1959 объединена с шахтой 7 «б» в шахту № 7, в январе 1972 переименована в «Черкасовскую»
- Шахта № 7 «б» (г. Киселевск) — в 1959 объединена с шахтой 7 «а» в шахту № 7, в январе 1972 переименована в «Черкасовскую»
- Шахта № 8 (г. Прокопьевск)
- Шахта № 12 (г. Киселевск) — закрыта в 2013 году
- Шахта № 13 (г. Киселевск) бывш. шахта № 3, в 1973 переименована в «Киселевскую»
- Шахта «А» (г. Ленинск-Кузнецкий) — в 1950 вошла в состав шахты им. Ярославского
- Шахта «Абашевская» (г. Новокузнецк)
- Шахта «Абашевская-1» (г. Новокузнецк)
- Шахта «Абашевская-2» (г. Новокузнецк)
- Шахта «Абашевская 3-4» (г. Новокузнецк) → шахта «Нагорная» (с 1972 года)
- Шахта «Алардинская» (г. Осинники, бывш. шахта «Малиновская» + «Алардинская-1», бывш. шахта имени 60-лет СССР)
- Шахта «Алексиевская» (г. Ленинск-Кузнецкий, бывш. шахтоуправление «Ленинское»)
- Шахта «Анжерская» (г. Анжеро-Судженск)
- Шахта «Анжерская-Южная» (г. Анжеро-Судженск)
- Шахта «Антоновская» (г. Новокузнецк, бывш. участок «Антоновский-2» шахты «Полосухинская»)
- Шахта «Бабанаковская» (г. Белово) — вступила в строй в октябре 1946 года, трест «Беловоуголь». 1 февраля 1970 года присоединена к шахте «Пионерка»
- Шахта «Байдаевская» (г. Новокузнецк) — закрыта в 1997 году.
- Шахта «Байдаевская-Северная» (г. Новокузнецк) → Шахта «Юбилейная»
- Шахта «Байдаевские уклоны» (г. Новокузнецк) → Шахта «Новокузнецкая»
- Шахта «Байкаимская»
- Шахта «Березовская» (г. Берёзовский)
- Шахта «Бирюлинская» (г. Берёзовский) — сдана в эксплуатацию в 1966 году (как «Бирюлинская-1»). Закрыта в 1998 году
- Шахта «Большевик» (г. Новокузнецк)
- Шахта «Бунгурская» (г. Новокузнецк) — закрыта в 1999 году.
- Шахта «Бунгурские штольни» → Шахта «Бунгурская»
- Шахта «Бутовская» (г. Кемерово) — закрыта в 1998, снова запущена в 2013.
- Шахта «Восход» (г. Анжеро-Судженск, бывш. шахта № 2) + шахтоуправление «Физкультурник»
- Шахта «Высокая» (г. Осинники, бывш. шахта «Капитальная» № 3) → шахта «Тайжина» → 2-й район шахты «Осинниковская».
- Шахта «Грамотеинская 1-2» (г. Белово) + шахта «Энергетическая» → шахта «Инская» → Шахта «Листвяжная»
- Шахта «Грамотеинская 3-4» (г. Белово) → шахта «Энергетическая» + шахта «Грамотеинская 1-2»
- Шахта «Дальние горы» (г. Киселевск) → ОАО «Луговое», законсервировано в 2006 году.
- Шахта «Егозовская» (г. Ленинск-Кузнецкий, бывш. Капитальная, бывш. имени Е. М. Ярославского) + Шахта «Красноярская»
- Шахта «Журинка-3» (г. Ленинск-Кузнецкий) + Журинка-4 → Шахта «Кольчугинская» → *Шахтоуправление «Кольчугинское» → Шахта «Красноярская»→ Шахта им. А. Д. Рубана
- Шахта «Заречная» (г. Полысаево, бывш. шахта «Северная-Полысаевская»)
- Шахта «Западная» (г. Белово) (бывш. «Чертинская-Западная»), закрыта в 1998 году.
- Шахта «Западная» (г. Новокузнецк)
- Шахта «Зенковская» (г. Прокопьевск, бывш. «Зенковские уклоны»)
- Шахта «Зиминка» (г. Прокопьевск)
- Шахта «Зиминка 3—4» → шахта «Тырганская» (с 1972 года)
- Шахта «Зыряновская» (г. Новокузнецк)
- Шахта им. Вахрушева (г. Киселевск)
- Шахта имени Волкова (г. Кемерово, бывш. шахта «Промышленская») → шахта «Владимирская»
- Шахта им. 1-го Мая (г. Белово) объединена с шахтой «Чертинская-1» (1953)
- Шахта имени 60-лет СССР (г. Осинники, бывш. шахта «Алардинская») → шахта «Алардинская»
- Шахта имени 7 ноября (г. Ленинск-Кузнецкий)
- Шахта имени XXVI съезда КПСС (г. Киселевск) → Шахта № 12
- Шахта имени К. Е. Ворошилова (г. Прокопьевск, бывш. шахта № 5-6)
- Шахта имени Ф .Э. Дзержинского (г. Прокопьевск)
- Шахта им. Димитрова (г. Новокузнецк) + шахта «Редаково» + шахта им. Орджоникидзе
- Шахта им. Калинина (г. Прокопьевск)
- Шахта им. С. М. Кирова (г. Ленинск-Кузнецкий)
- Шахта им. Ленина (г. Междуреченск, бывш. шахта «Томусинская 1-2») + шахта «Усинская»
- Шахта имени Молотова (г. Прокопьевск) → Коксовая-2 (1957) → «Ноградская» (1971). Закрыта в 1995.
- Шахта им. Орджоникидзе (г. Новокузнецк) + шахта им. Димитрова
- Шахта имени И. В. Сталина (г. Прокопьевск) → Шахта «Коксовая-1» → Шахта «Коксовая»
- Шахта им. Л. Д. Шевякова (г. Междуреченск, закрыта после аварии) → шахта «Томусинская 5-6» (с 2004) → поле № 1 шахты «Распадская-Коксовая».
- Шахта им. Щетинкина треста «Облкемеровоуголь» (г. Сталинск)
- Шахта имени Эйхе (г. Прокопьевск, бывш. «Центральная штольня») → № 3-3 бис, в 1971 вместе с шахтой «Черная гора» объединена в шахту «Центральную».
- Шахта им. Ярославского (г. Ленинск-Кузнецкий) → Шахта «Егозовская» + Шахта «Красноярская»
- Шахта «Инская» (г. Белово, бывш. шахта «Грамотеинская 1-2» + шахта «Грамотеинская 3-4») → Шахта «Листвяжная»
- Шахта «Капитальная-1» (г. Осинники)
- Шахта «Капитальная-2» (г. Осинники, бывш. 10 штольня) → шахта «Кузбасская» (1950) + шахта «Капитальная» (1976)
- Шахта «Капитальная-3» (г. Осинники) → шахта «Высокая» → шахта «Тайжина» → 2-й район шахты «Осинниковская».
- Шахта «Капитальная» (г. Киселевск) — в 1947 переименована в шахту им. Вахрушева
- Шахта «Карагайлинская» (г. Киселевск)
- Шахта «Киселевская» (г. Киселевск, бывш. шахта № 13)
- Шахта «Коксовая» (г. Прокопьевск, бывш. имени И. В. Сталина, бывш. «Коксовая-1»)
- Шахта «Коксовая-2» (г. Прокопьевск, бывш. имени Молотова) → «Ноградская» (1971), закрыта в 1995.
- Шахта «Кольчугинская» (г. Ленинск-Кузнецкий, бывш. Журинка-3) → *Шахтоуправление «Кольчугинское» → Шахта «Красноярская»
- Шахта «Комсомолец» (г. Ленинск-Кузнецкий)
- Шахта «Костромовская» (г. Ленинск-Кузнецкий)
- Шахта «Красногорская» (г. Прокопьевск)
- Шахта «Краснокаменская» (г. Киселевск) → ОАО «Поляны», законсервировано в 2006 году.
- Шахта «Красный Кузбасс» (г. Киселевск) — закрыта в 1998 году.
- Шахта «Красный углекоп» (г. Прокопьевск) + «Южная» (1958) + «Манеиха» (1977). Закрыта в 1998.
- Шахта «Кузбасская» (г. Осинники, бывш. 10 штольня, бывш. Капитальная-2) + шахта «Капитальная»
- Шахта «Кузнецкая» (г. Полысаево, бывш. шахта «Полысаевская-3»)
- Шахта «Кыргайская» (с. Большая Талда, Прокопьевский район, бывш. участок шахт «Центральная», «Северный Маганак»)
- Шахта «Лапичевская» (г. Кемерово)
- Шахта «Маганак» (г. Прокопьевск)
- Шахта «Мазуровская» (г. Кемерово) — в 1951 году вошла в состав шахты «Пионер»
- Шахта «Малиновские штольни» → Шахта «Малиновская» (г. Осинники) + Шахта «Алардинская»
- Шахта «Манеиха» (г. Прокопьевск) — в 1974 году присоединена к шахте им. Дзержинского
- Шахта МУК-96
- Шахта «Нагорная» (г. Новокузнецк, бывш. шахта «Абашевская 3—4»)
- Шахта «Новая» (г. Белово) → Шахта «Чертинская-Южная»
- Шахта «Новокузнецкая» (г. Новокузнецк, бывш. шахта «Байдаевские уклоны»)
- Шахта «Ноградская» (г. Прокопьевск, бывш. имени Молотова, Коксовая-2) — закрыта в 1995.
- Шахта «Октябрьская» (г. Ленинск-Кузнецкий)
- Шахта «Ольжерасская-Новая» (г. Междуреченск)
- Шахта «Осинниковская» (г. Осинники)
- Шахта «Первомайская» (г. Берёзовский)
- Шахта «Пионер» (г. Кемерово) — в 1962 присоединена к «Ягуновской»
- Шахта «Пионерка» (г. Белово) — закрыта в 1996 году.
- Шахта «Полосухинская» (г. Новокузнецк, бывший блок № 1 шахты «Юбилейная»)
- Шахта «Полысаевская» (г. Полысаево)
- Шахта «Полысаевская-2» → Шахта «Октябрьская» → ш/участок «Октябрьский» шахты «Заречная».
- Шахта «Полысаевская-3» (г. Ленинск-Кузнецкий) → шахта «Кузнецкая» (с 1972 года) → шахта «Сибирская».
- Шахта «Полысаевская-6» (г. Ленинск-Кузнецкий)
- Шахта «Промышленновская» (г. Кемерово) → шахта им. Волкова
- Шахта «Распадская» (г. Междуреченск)
- Шахта «Редаково» (г. Новокузнецк) образована при объединении шахта «Редаково-*Южная» и «Редаково-Северная», присоединена к шахте им. Димитрова
- Шахта «Редаково-Северная» (г. Новокузнецк) в 1959 объединена с «Редаково-Южная» в шахту «Редаково».
- Шахта «Редаково-Южная» (г. Новокузнецк) в 1959 объединена с «Редаково-Северная» в шахту «Редаково».
- Шахта «Северная» (г. Кемерово) — закрыта в 1997 году.
- Шахта «Северная-Полысаевская» (г. Полысаево) → Шахта «Заречная»
- Шахта «Северный Кандыш» (г. Калтан) — закрыта в 1999 году.
- Шахта «Северный Маганак» (г. Прокопьевск)
- Шахта «Сибирская» (г. Анжеро-Судженск)
- Шахта «Сигнал» (г. Белово) — закрыта в 1996, открыта в 2011 как шахта «Разрез Инской»
- Шахта «Смычка» (г. Прокопьевск) — закрыта в 1994 году.
- Шахта «Судженская» (г. Анжеро-Судженск) бывш. № 5-7 им. Кирова — закрыта в 1997 году.
- Шахта «Суртаиха» (г. Киселевск) — закрыта в 1996 году.
- Шахта «Таежная» (г. Анжеро-Судженск) — вступила в строй 29 мая 1963 года, трест «Анжероуголь». В 1987 году вместе с «Сибирской» вошла в ш/у «Сибирское»
- Шахта «Тайбинская» (г. Киселевск) — закрыта в 1998 году.
- Шахта «Тайжина» (г. Осинники, бывш. шахта «Капитальная» № 3, бывш. «Высокая») → 2-й район шахты «Осинниковская».
- Шахта «Талдинская-Западная-1»
- Шахта «Томская» (г. Междуреченск) — законсервирована в 2009 году.
- Шахта «Томусинская 1-2» (г. Междуреченск) → шахта им. В. И. Ленина
- Шахта «Томусинская 5-6» (г. Междуреченск) → шахта имени Л. Д. Шевякова (закрыта после аварии) → шахта «Томусинская 5-6» (с 2004) → поле № 1 шахты «Распадская-Коксовая»
- Шахта «Тырганская» (г. Прокопьевск, бывш. шахта «Зиминка 3—4»)
- Шахта «Тырганские уклоны» (г. Прокопьевск),
- Шахта «Усинская» (г. Междуреченск) + шахта имени Ленина
- Шахта «Ульяновская» (г. Новокузнецк) → шахта «Юбилейная 2 район» → шахта «Усковская»
- Шахта «Усковская» (г. Новокузнецк, бывш. «Ульяновская»)
- Шахта «Физкультурник» (г. Анжеро-Судженск) + шахта «Восход» → шахтоуправление «Физкультурник» → шахтоуправление «Анжерское»
- Шахта «Центральная» (г. Прокопьевск) — создана в 1971 году путём объединения шахт № 3-3 «бис» и «Черная гора». Закрыта в 1997.
- Шахта «Центральная» (г. Кемерово) — в 1961 объединена с «Северной»
- Шахта «Центральная штольня» (г. Прокопьевск) → имени Эйхе → № 3-3 бис, в 1971 вместе с шахтой «Черная гора» объединена в шахту «Центральную».
- Шахта «Черкасовская» (г. Киселевск)
- Шахта «Чертинская 2-3» (г. Белово) + «Чертинская-1» → «Чертинская» → Шахта «Чертинская-Коксовая»
- Шахта «Чертинская» (г. Белово) → Шахта «Чертинская-Коксовая»
- Шахта «Чертинская-Западная» (г. Белово) → «Западная» (с 1971)
- Шахта «Черная гора» (г. Прокопьевск) — вместе с шахтой № 3-3 бис объединена в шахту «Центральную».
- Шахта «Чертинская-Коксовая» (г. Белово, бывш. «Чертинская-1» + «Чертинская 2-3»)
- Шахта «Чертинская-Южная» (г. Белово) → Шахта «Новая» → Шахта «Чертинская-Южная»
- Шахта «Шушталепская» (г. Осинники) — закрыта в 1998 году.
- Шахта «Энергетическая» (г. Белово, бывш. шахта «Грамотеинская 3-4») → шахта

«Инская» → Шахта «Листвяжная»
- Шахта «Юбилейная» (г. Новокузнецк)
- Шахта «Южная» (г. Кемерово)
- Шахта «Южная» (г. Берёзовский) — сдана в эксплуатацию в 2009 году.
- Шахта «Южная» (г. Прокопьевск)
- Шахта «Ягуновская» (г. Кемерово)

## Проблемы
Невыгодное географическое положение, он удалён от основных районов-потребителей угля (Центр. Дальний Восток). Уголь сложно транспортировать из-за слабого развития железнодорожных сетей на востоке России. Большие транспортные затраты снижают конкурентоспособность кузнецкого угля, это приводит к снижению перспектив дальнейшего развития Кузнецкого бассейна.

### Экология
Кузнецкая геолого-экологическая область характеризуется высокой интенсивностью хозяйственного освоения, хорошо развитой сетью транспортных и энергетических коммуникаций, развитием всех типов техносистем. Основу составляет система промышленно-городских агломераций, ядрами которых являются крупные и средние города, где концентрируются население, промышленные предприятия, энергетические объекты, находятся наиболее крупные угледобывающие предприятия. На части территории развито агрохозяйственное производство, центрами которого являются многочисленные сельские населенные пункты, относительно равномерно размещенные на площади области в лесостепной зоне.
Для площадей интенсивного техногенного влияния, приуроченных к промышленно-городским агломерациям и зонам их аномального воздействия, установлены кризисное и катастрофическое экологическое состояние. Они развиты в Южном Кузбассе в районе городов Новокузнецк, Междуреченск, Калтан, Осинники, Прокопьевск, Киселёвск, Центральном Кузбассе — в полосе от г. Киселёвск до пос. Промышленная, охватывая города Белово и Ленинск-Кузнецкий, Северном Кузбассе — в районе Кемеровско-Березовской промышленно-селитебной агломерации. Обстановка здесь определяется техногенными преобразованиями геологической среды комплексного характера — формируются техногенные промышленно-селитебные и горнодобывающие ландшафты с нарушением всех компонентов природно-геологической среды, разрушаются массивы горных пород, меняются режимы подземных вод, происходит химическое загрязнение территории.
С середины 20 века ведутся работы по лесовостановлению на землях карьеров

## Аварии
На территории Кузбасса на шахтах и разрезах часто происходят аварии, поэтому в городах Новокузнецке, Кемерове, Ленинске-Кузнецком, Прокопьевске и Киселевске существуют военизированные горноспасательные части в составе МЧС России.